# لوئیجی آلمیرانته
لوئیجی آلمیرانته (به ایتالیایی: Luigi Almirante) هنرپیشه تئاتر و سینما اهل ایتالیا بود.
از فیلم‌هایی که وی در آن‌ها نقش داشته‌است، می‌توان به مسالینا، هارلم، نخستین عشق، معشوقه پنهانی، عاشقم باش، آلفردو!، ترانهٔ زندگی و زنجیرهای ناپیدا اشاره نمود.